# Воронова, Августа
Августа Воронова (настоящее имя и фамилия Анна Дмитриевна Ульянова, в замужестве Вернер; 1813—?) — прозаик, детская писательница.

## Биография
Воспитывалась в Главном немецком училище святого Петра в Петербурге (с 1821). Участвовала в подготовке «Русско-немецкого и немецко-русского карманного словаря» (1841―1843), издававшегося её братом Н. Д. Ульяновым. Литературный дебют ― рассказ «Царское Село» (1841). Его сюжетно повторяет повесть «Рассказ о прошлом» (1844) ― «исповедь сердца», история взаимной, но несчастной любви. Воронова, будучи еще неизвестным автором, послала её М. П. Погодину. К числу лучших произведений Вороновой относится и романтическая светская повесть «Берта Гогенбуш» (1845), в которой психологически точный рассказ о женской судьбе сочетается с описаниями жизни и быта петербургских немецких семей начала 1840-х гг. Критика одобрительно отозвалась о первой книге рассказов Вороновой для детей «Бабушка-рассказчица» (1843). В 1840―1850-х гг. Воронова активно сотрудничала в детских журналах А. О. Ишимовой: повесть «Мой дедушка и моя бабушка» (1859), рассказ «Базиль и ero гувернёр» (1858) и другие. Воронова составила также детскую «Русскую азбуку» (1845), книгу «Первый шаг. Чтение для молодых девиц» (1858).
Н. А. Добролюбов в статье «Обзор детских журналов» (1859) резко отозвался о творчестве Вороновой, полагая, что герои повести «Похождения Гриши» (1859) ― «куколки, изобретённые схоластической дидактикою, никогда не заинтересуют умных детей», а повесть «Опасный дар» (1859) «скорее может принести вред, нежели пользу в нашем обществе», в к-ром «постоянно стараются внушать детям пошлые правила практической изворотливости, иногда даже не совсем честной».